# Nossa Senhora do Rosário (Lagoa)
Nossa Senhora do Rosário is een plaats (freguesia) in de Portugese gemeente Lagoa (Azoren) en telt 5401 inwoners (2001).